# 오오타케 마코토
오오타케 마코토(일본어: 大竹 まこと, 1949년 5월 22일 ~ )는 일본의 탤런트, 남자 배우이다. 도쿄도 메구로구 출신.

## 출연 작품

### 영화
- 2023년 쿠비 - 마미야 부류 역